# 東京ユナイテッドバスケットボールクラブの選手一覧
東京ユナイテッドバスケットボールクラブの選手一覧は、東京ユナイテッドバスケットボールクラブに所属している選手・スタッフの一覧。

## 選手
| 記号説明 |                           |  |                           |
|          | チームキャプテン          |  | (C) オフコートキャプテン  |
|          | 故障者                    |  | (+) シーズン途中契約      |
|          | (S) 出場停止              |  | (帰) 帰化選手             |
|          | (ア) アジア特別枠選手     |  | (申) 帰化申請中選手（B3） |
|          | (特) 特別指定選手         |  | (留) 留学実績選手（B3）   |
|          | (育) ユース育成特別枠選手 |  |                           |

公式サイト
| - ロースター - スタッフ - 故障者リスト | - 選手契約登録規程 B1.B2 / B3 - FA選手リスト |

## スタッフ
| 役職                     | 名前     | 生年月日 (年齢)       | 出身     | 前職                                                        | 就任年 | 備考 |
| テクニカルディレクター   | 庄司顕人 | 1987年2月4日（38歳）  | 群馬県   | 埼玉ブロンコス 選手                                         | 2022   |      |
| ヘッドコーチ             | 橋爪純   | 1986年6月9日（38歳）  | 山梨県   | 群馬クレインサンダーズ 育成部責任者                         | 2024   |      |
| アシスタントコーチ       | 竹内峻   | 1991年6月27日（33歳） | 青森県   | 青森ワッツ アシスタントコーチ兼チームオペレーター           | 2022   |      |
| アシスタントコーチ兼通訳 | 葉山泰輔 | 1985年7月14日（39歳） | 神奈川県 | 豊田合成スコーピオンズ アシスタントコーチ兼通訳             | 2024   |      |
| アシスタントコーチ       | 岡戸幸輝 | 2002年8月17日（22歳） | 千葉県   | 江戸川大学 学生コーチ                                       | 2025   |      |
| マネージャー             | 長尾花音 | 2004年6月4日（20歳）  | 千葉県   |                                                             | 2024   |      |
| ヘッドトレーナー         | 田村亜有 | 1995年7月3日（29歳）  | 東京都   | 横浜エクセレンス トレーナー                                 | 2022   |      |
| トレーナー               | 松本奈々 | 1996年6月21日（28歳） | 群馬県   | 横浜エクセレンス トレーナー                                 | 2023   |      |
| トレーナー               | 大隅公平 | 1999年7月15日（25歳） | 東京都   | イリノイ・ウェズリアン大学 大学院生アスレティックトレーナー | 2024   |      |

## 歴代ヘッドコーチ
1. 早水将希（2022年 - 2024年）
2. 橋爪純（2024年 - ）

## 歴代キャプテン
1. 宮田諭（2022年 - 2024年）
2. 川島蓮（2023年 - ）

## 過去に在籍した選手
- フォファナ・ママドゥ（2022-2023、#19）
- 齋藤豊（2022-2023、#23）
- 東宏輝（2022-2023、#71）
- マーカス・ダブ（2022-2024、#5）
- 新号健（2022-2024、#6）
- チュクゥディエベレ・マドゥアバム（2023-2024、#14）
- マイケル・クレイグ（2022-2024、#32）
- 山本鳴海（2023-2024、#58）